# Flogistonová teorie

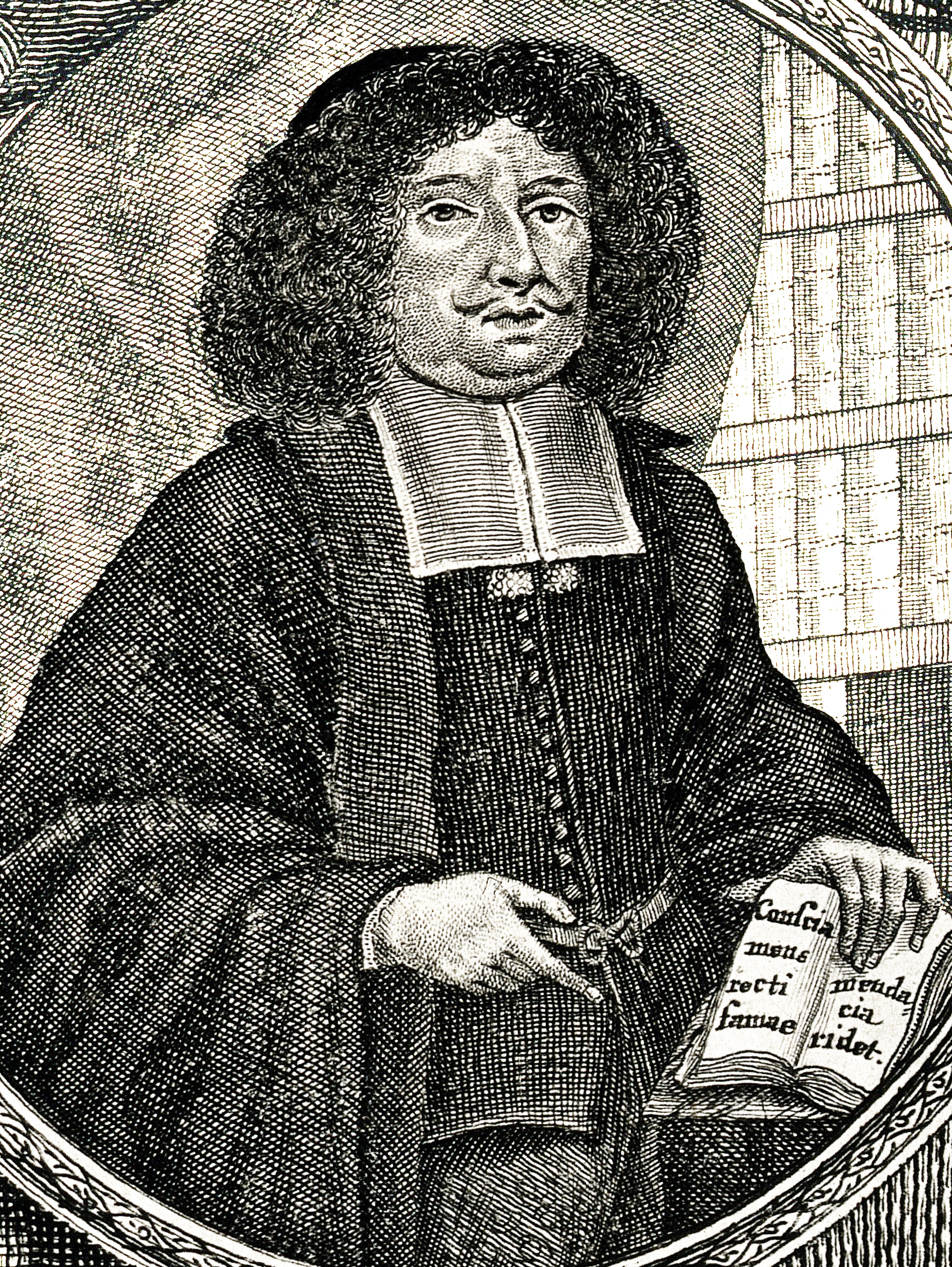
Alchymista Johann Joachim Becher

Flogistonová teorie, poprvé vyslovená roku 1667 Johanem Joachimem Becherem, je překonaná vědecká teorie hoření látek. Stoupenci předpokládali existenci elementu zvaného flogiston, který měl být obsažen ve všech spalitelných objektech a uvolňován během spalování. Teorie byla vyvrácena na konci 18. století vysvětlením podstaty hoření jako oxidace.

## Princip
„Flogistonované“ látky jsou ty, které obsahují nehořlavý flogiston a jsou během hoření flogistonu zbavovány, tedy „deflogistonované“. Zbytek po spalování se označoval jako calx. Látky hořící na vzduchu byly považovány za velmi bohaté na flogiston a rychlé zastavení spalování ve vzduchotěsném prostředí bylo bráno jako jasný důkaz toho, že vzduch může absorbovat pouze určité množství flogistonu. Když se vzduch stal zcela „flogistonovaným“, nemohl už nadále udržovat hoření žádného materiálu, ani v něm nemohli přežít živočichové, jelikož dýchání bylo vysvětlováno jako proces vylučování flogistonu z organismu.

## Dějiny teorie
Flogistonovou teorii publikoval v roce 1667 Johann Joachim Becher. Později ji zpopularizoval Georg Stahl. Její ideový základ hraničí s předpoklady alchymie, protože pracuje s existencí univerzálních elementů obsažených v každé látce. Teorie měla řadu stoupenců téměř 150 let, protože (byť mylně) vysvětlovala nejen hoření, ale také metabolismus živých organismů. V době, kdy byl objeven vodík, panoval mezi zastánci teorie názor, že právě to je hledaný flogiston. Dnes víme, že hoření na vzduchu spočívá ve slučování jednodušších látek s kyslíkem.

### Zánik teorie
Rozvoj analytické chemie v průběhu 18. století, především pak gravimetrie, vedl ke zpochybňování teorie. Přesnějším vážením pevných produktů hoření vyšlo najevo, že produkt může vážit i více, než původní reaktant (protože se látka sloučila s kyslíkem). Definitivně ji na konci 18. století vyvrátil Antoine Lavoisier, který vysvětlil hoření a korozi kovů jako oxidaci. Lavoisier prokázal, že ke spalování je zapotřebí určité množství plynu, které dokázal zvážit pomocí uzavřených nádob. Jeho pozorování vyřešila váhový paradox a položila základy pro novou kalorickou teorii.